# Vågornas riddare
Vågornas riddare (originaltitel: The Endless Summer) är en amerikansk dokumentärfilm från 1966; skriven, regisserad och producerad av Bruce Brown. Bruce Brown följer de två vågsurfarna Mike Hynson och Robert August, som letar över hela världen efter nya platser att surfa på. De surfar på kuster i/på bland annat Australien, Nya Zeeland, Tahiti, Hawaii, Senegal, Ghana, Nigeria och Sydafrika.